# 新埤鄉
22°28′13″N 120°32′59″E / 22.470169°N 120.549760°E

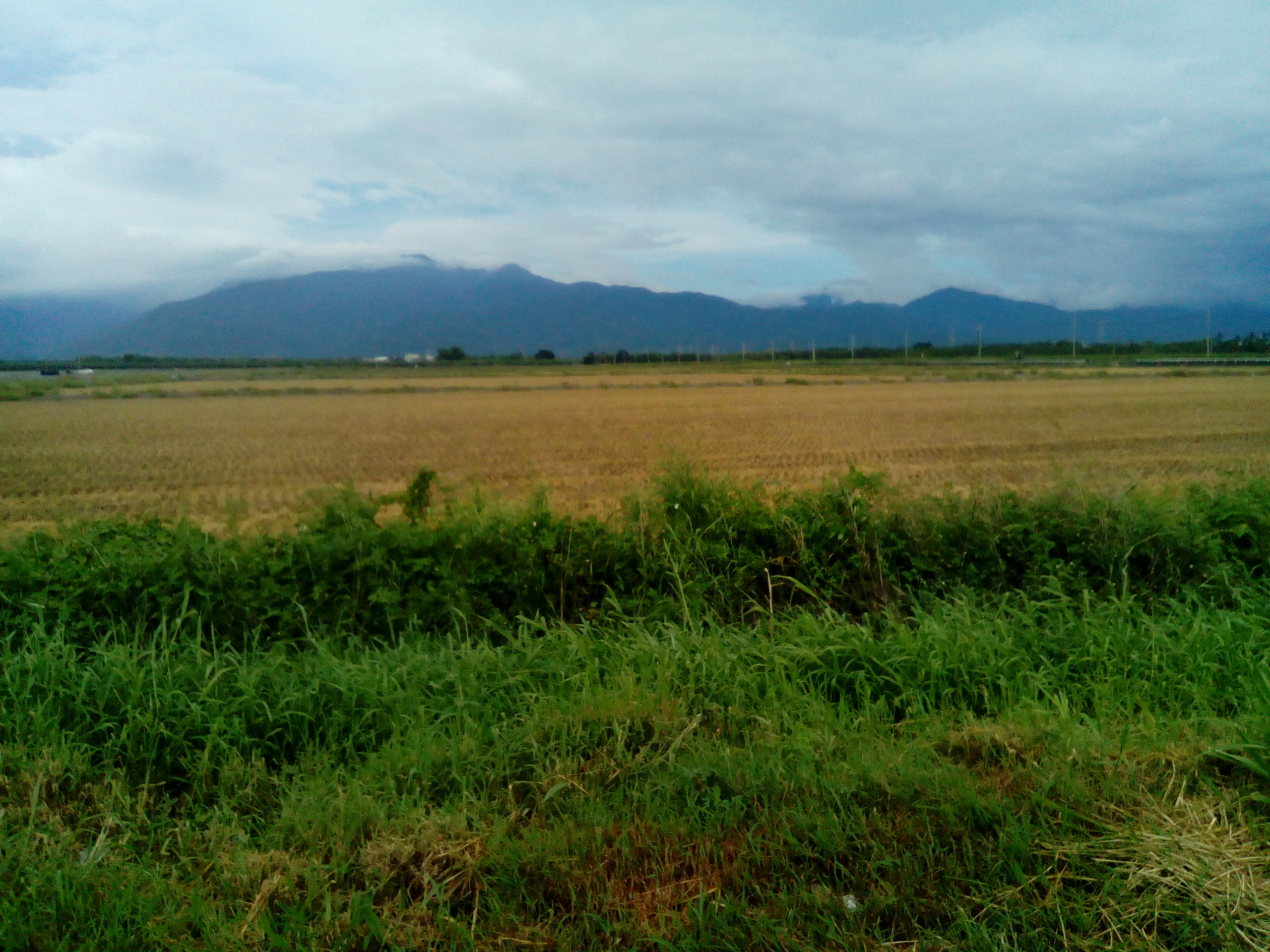
由縣道189號打鐵路段往東眺望中央山脈

新埤鄉（臺灣客家語南四縣腔：xinˊ biˊ hiongˊ）位於台灣屏東縣中部，距離屏東縣政府東南方28.4公里，屬六堆中的左堆。客家人比例約佔五成左右，亦有平埔原住民馬卡道族的分布。廣幅東西7.8公里，南北7.6公里，全鄉面積共計59.0102平方公里。東連來義鄉，南接佳冬鄉、枋寮鄉二鄉，北與潮州鎮、萬巒鄉，西與崁頂鄉、南州鄉、林邊鄉等為界，鄉內全境屬於熱帶季風氣候，年均溫約為攝氏25度，年日照時數約為兩千兩百多小時，年雨量則約為兩千毫米。
當地居民以客家人為主。地理位置位於屏東平原中央部分，雨量充沛，氣候溫暖宜人，適合農作物生長，主要產業為一級產業。

## 歷史
據考察，鄉內客家人之先民源自1690年，清朝康熙年間，有一支遭解甲之粵軍，安置於萬丹鄉境內之濫濫庄，因配給墾耕之荒瘠土地，難於維生，故而兼作近海捕魚補助生計。

有一天沿林邊溪逆流而上抵達新埤頭時，發現廣闊天然之河床中也夾雜有大片叢林及可墾地，致引領族群先頭先民遷移開墾南岸庄，繼之拓墾打鐵、沙崙、建功、新埤、千三等地，形成聚落，其新埤一詞係取名於新設人埤頭以灌溉之義也，傳聞，認有船型地理之"新埤頭"，曾是與原鄉通商之天然船埠停泊地，可謂：要吃好，穿好就去新埤頭。

直到1918年，河堤築成及河道淤沙，船隻無法航行而告終止其繁榮。河堤築成後，改變了全鄉地理生態：新埤與打鐵間有沙崙河、七甲仔，而打鐵與潮州之間有北岸河等結束了筏渡。

除了客家人之外，當地曾為馬卡道族重要聚落，根據日治時代的1935年的國勢調查，新埤庄內有60%左右的客家人與25%的熟番。今日當地獅頭、餉潭兩社區普遍被認定為是馬卡道族的聚落。
本鄉原屬福建省台南府鳳山縣笳苳腳區，1895年臺灣割讓予日本，翌年改屬為阿猴廳東港之東港支廳，管轄至大正九年（1920年），台灣街庄制度改正後，規劃為高雄州潮州郡新埤庄，並立新埤庄役場為行政中心，民國三十四年（1945年）中華民國接管臺灣後，廢止街庄制度實施新縣改稱新埤鄉，置新埤鄉公所為地方自治行政中心隸屬高雄縣，民國三十九年（1950年）十月因行政區域調整規劃屏東縣迄今。

## 人口
根據屏東縣潮州戶政事務所統計，2024年底新埤鄉戶數約3.5千戶，人口約9.2千人，鄉內人口最多與最少的村分別是新埤村與南豐村，2024年底兩村人口分別為2,126人與761人。

## 政治

### 歷任首長
| 任次 | 姓名   | 黨籍       | 備註     |
| ---- | ------ | ---------- | -------- |
| 1    | 曾成鳳 |            |          |
| 2    | 林亮雲 |            |          |
| 3    | 林亮雲 |            |          |
| 4    | 張達禮 |            |          |
| 5    | 張達禮 |            |          |
| 6    | 林瑞雲 |            |          |
| 7    | 林瑞雲 |            |          |
| 8    | 曾得興 |            |          |
| 9    | 曾得興 |            |          |
| 10   | 王金本 |            |          |
| 11   | 曾文昌 |            |          |
| 12   | 曾文昌 |            |          |
| 13   | 何耀榮 | 中國國民黨 |          |
| 14   | 林愛玲 | 民主進步黨 |          |
| 15   | 何耀榮 | 中國國民黨 |          |
| 16   | 何耀榮 | 中國國民黨 |          |
| 17   | 林志成 | 中國國民黨 |          |
| 18   | 林志成 | 中國國民黨 |          |
| 19   | 潘和源 | 無黨籍     | 因案解職 |
| 19   | 吳志江 | 無黨籍     | 代理     |
| 19   | 曾龍陽 | 無黨籍     | 代理     |
| 19   | 曾明輝 | 無黨籍     | 補選     |

### 鄉政組織
新埤鄉公所是新埤鄉最高層級的地方行政機關，在中華民國政府架構中為鄉自治的行政機關，同時負責執行縣政府及中央機關委辦事項。新埤鄉的自治監督機關為屏東縣政府。鄉長由全體鄉民直接選舉產生，任期為四年，可連選連任一次。新埤鄉公所並置鄉政會議，為鄉政最高決策機構，在鄉長之下，設有5課3室等8個內部單位及5個附屬機關。
新埤鄉民代表會是新埤鄉的最高民意機關，代表新埤鄉全體鄉民立法和監察鄉政。鄉民代表由公民直選選出，任期為四年，可連選連任。新埤鄉民代表會共有11位鄉民代表，分別為第一選區4席鄉民代表、第二選區2席鄉民代表、第三選區2席鄉民代表、第四選區3席鄉民代表，主席、副主席由11位鄉民代表互選產生。

### 行政區
現今新埤鄉行政範圍的確立，來自於1920年，日本將臺灣十二廳改為五州二廳，設新埤庄屬高雄州潮州郡。新埤庄轄新埤、建功、打鐵、南岸、餉潭、糞箕湖等6個大字。1945年，改為「新埤鄉」，屬高雄縣潮州區。1950年10月，調整行政區域，新埤鄉改隸新成立的屏東縣。
| 新埤鄉行政區劃                                             |
| 打 鐵 村 南 豐 村 萬 隆 村 建功村 餉 潭 村 新埤村 箕 湖 村 |

- 本鄉下轄行政區劃分為七個村，分別為：

- 新埤村、建功村、打鐵村、南豐村、萬隆村、餉潭村、箕湖村

- 八八風災後，來義鄉來義東西、義林、大後、喜樂發發吾（丹林村5-6鄰）等部落遷移至本鄉萬隆村南岸農場，稱「新來義」，成為本鄉的內飛地，上圖未標示。[13]

### 警政消防
警政
- 屏東縣政府警察局潮州分局
  - 新埤分駐所：提供新埤鄉以及臨近鄉鎮警力維持治安。

消防隊
- 屏東縣政府消防局第二大隊
  - 新埤分隊：2008年以前發生火警或車禍緊急事故救護時，需仰賴南州分隊及潮州分隊救援。2008年新埤分隊辦公廳舍落成啟用，可提升救災時效，支援鄰近之山地鄉鎮。

## 文化資產

### 新埤玉環善牧天主堂
1965年由德國道明會德籍傳教士設計之佈道所，牆體建材取自來義溪卵石，由當地教徒合力建構，具地域風貌及民間藝術特色，2016年12月23日公告為歷史建築。

### 建功庄東柵門
建功柵門於光緒八年（1882年）以紅磚、白灰和木材建造，屋頂有翹脊裝飾，門額中央有褒忠二字，旁有銃眼兩個，柵門兩側尚存卵石城牆，突顯客家柵門特色，1985年11月27日公告為歷史建築。

## 教育

### 國民中學
- 屏東縣立新埤國民中學

### 國民小學
- 屏東縣新埤鄉新埤國民小學
- 屏東縣新埤鄉餉潭國民小學
- 屏東縣新埤鄉大成國民小學
- 屏東縣新埤鄉萬隆國民小學

## 交通

### 公路
省道
- 台1線
  - 臺1線通過林邊溪之橋梁為新埤大橋，此橋梁為臺1線聯結林邊溪南、北兩岸之要道，同時連結國道三號南州交流道經新埤往南至佳冬、枋寮、恆春之主要道路。

縣道
- 縣道185號：萬巒鄉－新埤鄉－枋寮鄉
- 縣道187乙線：潮州鎮－新埤鄉－南州鄉
- 縣道189號：潮州鎮－新埤鄉－林邊鄉

鄉道
- 屏77線
- 屏110線
- 屏112線
- 屏113線
- 屏114線
  - 屏114-1線
- 屏115線
- 屏116線
- 屏117線
- 屏118線
- 屏120線

## 旅遊

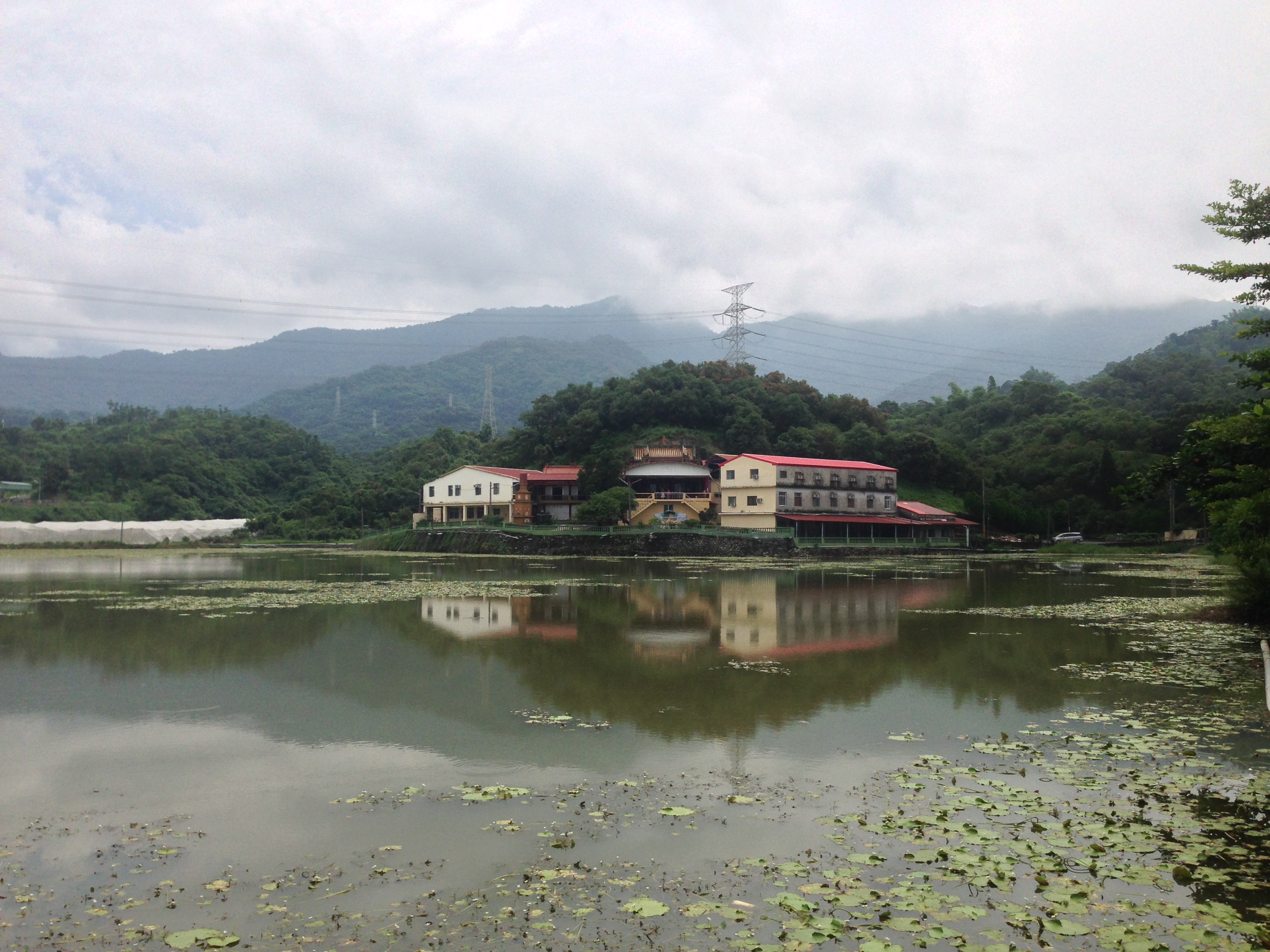
餉潭與龍潭寺

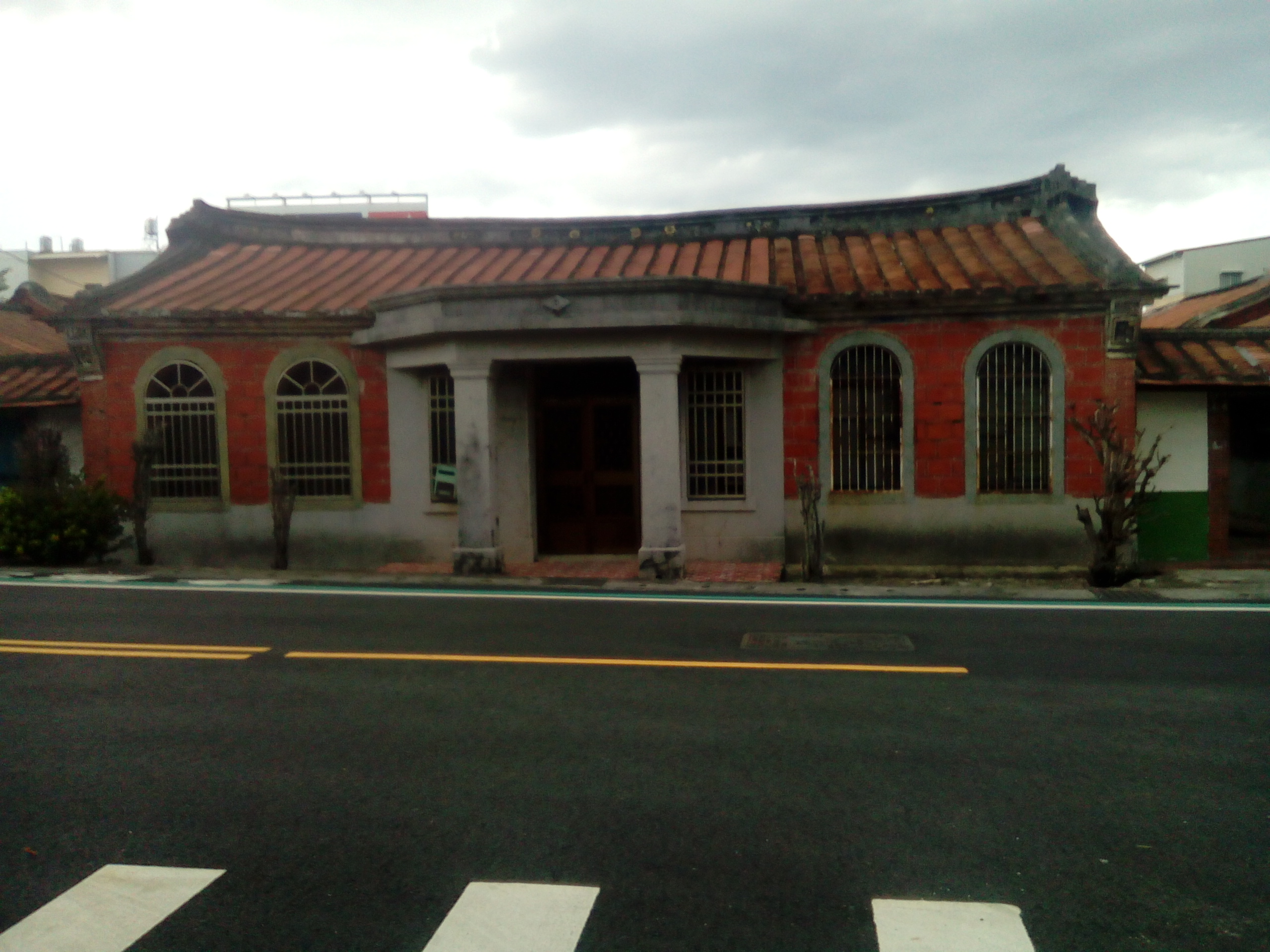
新埤鄉清河堂

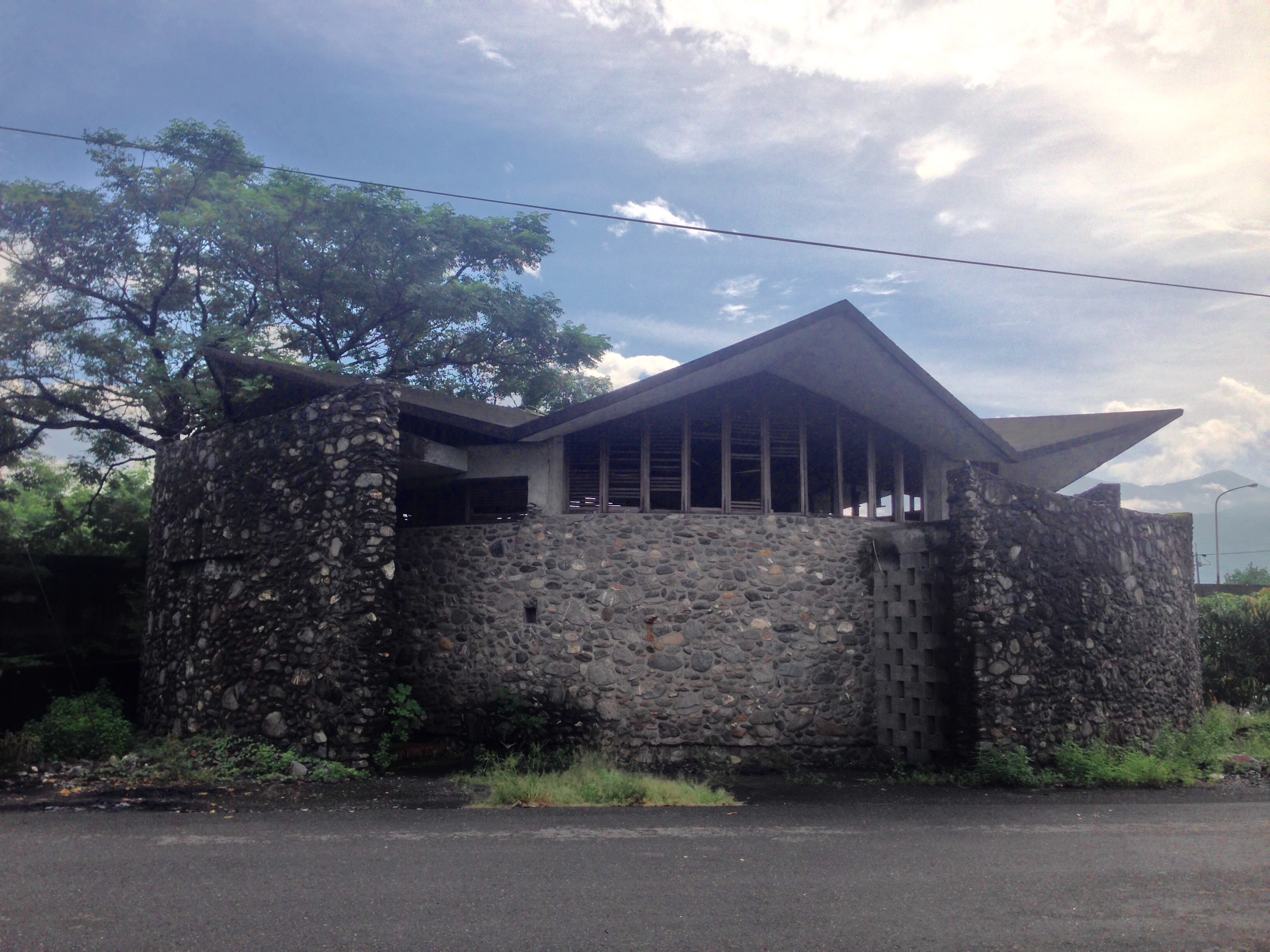
玉環天主堂

- 龍潭寺

龍潭寺靠近大武山下的餉潭村，創建於1909年，供奉觀世音菩薩，香火鼎盛，寺前的餉潭，依偎在蒼翠林木間，湖光山色頗具山嵐暖翠的靈氣。
- 新埤三山國王廟

新埤三山國王廟位於新埤村新華路49號，創建於清同治六年（1867），並至九如鄉三山國王廟進香。
- 建功森林親水公園

建功森林親水公園位於新埤國中旁，宛若新埤國中的後花園與教學園區。此地原本是荒涼之地，經過村民一番同心協力，終於將此地開闢為最佳去處，如今是建功社區裡的特殊景觀之一，也是村民休閒育樂場所。
- 清河堂

清河堂為三級古蹟，位於新民路及新中路（台1線）路口。
- 玉環新村善牧天主堂
- 糞箕湖古碉堡公園
- 新埤鄉綜合休閒公園

## 宗教信仰

### 臺灣民間信仰
新埤、建功、千三、新竹寮、砂崙
- 新埤三山國王廟
- 建功農府宮
- 千三福德宮
- 新竹寮福安宮
- 砂崙代天宮

打鐵、南岸、萬安、保水泉、萬隆、海豐寮
- 打鐵天后宮
- 南岸三聖宮
- 萬安慈善宮
- 保水泉馬正宮
- 萬隆昭天宮
- 海豐寮玄濟宮

獅頭、糞箕湖、餉潭
- 獅頭坤元宮
- 糞箕湖太子宮
- 餉潭北普宮
- 龍潭寺

### 基督教信仰
- 台灣基督長老教會 新埤教會
- 新埤鄉召會
- 基督教玉環信義會
- 玉環新村善牧天主堂

## 外部連結
- 屏東縣新埤鄉公所 （页面存档备份，存于）